# Nguyễn Công Phượng
Nguyễn Công Phượng, né le 21 janvier 1995 à Mỹ Sơn au Viêt Nam, est un footballeur international vietnamien, qui évolue au poste d'attaquant à Truong Tuoi Binh Phuoc.
Qualifié de « Messi vietnamien » par le public et les médias en raison de son style de jeu et de son petit gabarit, Công Phượng est l'un des talents les plus prometteurs du football vietnamien.

## Biographie

### Débuts et formation
Né le 21 janvier 1995 à Mỹ Sơn, dans le district de Đô Lương, au sein de la province de Nghệ An. Cinquième d'une fratrie de 6 enfants de Nguyễn Công Bảy, et de Nguyễn Thị Hoa, d'une famille pauvre. Công Phượng est intéressé par le football depuis son enfance, vers l'âge de cinq ans, il a commencé à jouer au football en utilisant une balle de paille avec son frère de deux ans plus Nguyễn Công Khoa, qui s'est noyé en 2004 à l'âge de neuf ans. 
En 2006, le club de Sông Lam Nghệ An est impressionné pour son talent, il est invité pour un essai d'un mois dans leur équipe de jeunes, mais après un mois, il n'est accepté parce qu'il ne satisfaisait pas à l'exigence de poids. Son poids à cette époque était de 25,4 kg, alors que le minimum requis était de 30 kg et 27 kg pour les cas particuliers.
En 2007, Công Phượng persuade ses parents d'aller à Pleiku pour passer des essais au HAGL - Arsenal JMG, qui est basée dans cette ville. Il est l'un des quatorze candidats qui ont été acceptées à l'académie sur sept mille candidats de tout le pays dans la première sélection.
En juin 2010, Công Phượng et Nguyễn Tuấn Anh sont les deux seuls joueurs du HAGL - Arsenal JMG, qui sont invités à un programme d'entrainement d'une quinzaine de jours au Mali. C'est un programme d'entrainement pour les meilleurs joueurs du JMG Academy.
En novembre 2012, avec Nguyễn Tuấn Anh, Lương Xuân Trường et Trần Hữu Đông Triều sont les quatre joueurs de l'Académie qui ont reçu une invitation de s'entrainer avec l'équipe anglaise d'Arsenal FC des moins de 17 ans.

### Hoàng Anh Gia Lai
En 2015, Công Phượng est promu en équipe première. Il reçoit le numéro 44 au lieu du numéro 10 qu'il portait dans l'équipe de l'Académie. 
Il fait ses débuts en V.League 1 le 4 janvier 2015 lors de la première journée du championnat contre Sanna Khánh Hòa. Il inscrit un doublé durant cette rencontre (victoire 4-2 du HAGL).
Il termine la saison 2015 avec six buts en vingt-cinq apparitions, et est le meilleur buteur du club.
Le 6 janvier 2016, il est élu jeune joueur vietnamien de l'année de 2015, en battant son coéquipier Nguyễn Tuấn Anh qui là gagner l'année précédente et Đỗ Duy Mạnh de Hà Nội T&T,.

### Prêt au Mito HollyHock
Le 23 décembre 2015, il est prêté sans option d’achat au club japonais du Mito HollyHock pour une durée d'un an en J2 League,. 
Le 7 mai 2016, il fait ses débuts pour Mito HollyHock en J2 contre le Giravanz Kitakyushu. Il entre à la 87e minute de la rencontre, à la place de Junya Hosokawa (match nul, 1-1). 

### Carrière internationale
Nguyễn Công Phượng compte 40 sélections avec l'équipe du Viêt Nam depuis 2015.
En octobre 2015, il est convoqué pour la première fois en équipe du Viêt Nam par le sélectionneur national Toshiya Miura, pour les matchs des éliminatoires de la coupe du monde 2018 contre l'Irak et la Thaïlande.
Le 8 octobre 2015, il honore sa première sélection contre l'Irak en lors d'un match des éliminatoires de la Coupe du monde 2018. Il entre à la 77e minute de la rencontre, à la place de Võ Huy Toàn. Le match se solde par un match nul de 1-1.
Sélectionné pour la Coupe d'Asie 2019, il inscrit deux buts ; d'abord lors du premier match contre l'Irak où il inscrit le deuxième but de son équipe le 8 janvier 2019 (défaite vietnamienne 2-3), puis en huitièmes de finale le 20 janvier 2019 où il égalise face à la Jordanie en début de deuxième mi-temps (1-1), avant que le Viêt Nam n'écarte les Al-Nashama aux tirs au but (4 t.a.b. à 2) ; contribuant ainsi au très bon parcours des Dragons dorés, quarts de finalistes surprise de l'édition continentale. Lors de la finale de l'édition 2019 de la King's Cup (en), il rate un tir au but face au Curaçao, entérinant ainsi le succès des Caribéens (1-1, 4 t.a.b. à 5).

## Statistiques
| Saison                | Club                  | Championnat           | Championnat | Championnat | Coupe(s) nationale(s) | Coupe(s) nationale(s) | Vietnam | Vietnam | Total | Total |
| Saison                | Club                  | Division              | M.          | B.          | M.                    | B.                    | M.      | B.      | M.    | B.    |
| 2015                  | Hoàng Anh Gia Lai     | V.League 1            | 25          | 6           | 2                     | 0                     | 2       | 0       | 29    | 6     |
| 2016                  | Mito HollyHock (prêt) | J2 League             | 1           | 0           | -                     | -                     | 1       | 0       | 2     | 0     |
| Total sur la carrière | Total sur la carrière | Total sur la carrière | 26          | 6           | 2                     | 0                     | 3       | 0       | 31    | 6     |